# Маймагун (монтёрский пункт)
Маймагун — бывший монтёрский пункт (также контрольный пункт связи), созданный для ремонта автозимника в Тугуро-Чумиканском районе Хабаровского края. Расположен на одноимённой реке в 151 километре от райцентра — села Чумикан. Упразднён в 2011 году в связи с отсутствием населения.
По данным на 1948, 1972 и 1978 годы относился к Тугурскому сельсовету.
Относился к отдаленным и труднодоступным территориям Хабаровского края.